# Zorzines dealbata
Zorzines dealbata är en fjärilsart som beskrevs av Inoue 1992. Zorzines dealbata ingår i släktet Zorzines och familjen nattflyn. Inga underarter finns listade i Catalogue of Life.